# Rosanna Davison
Rosanna Diane Davison est une mannequin irlandaise, née le 17 avril 1984 dans le Comté de Dublin, Irlande. Elle remporte le titre de Miss Monde en 2003.
Elle est la fille du chanteur et musicien Chris de Burgh. La chanson For Rosanna sur l'album Into the Light a été écrite en son honneur par son père en 1986.

## Éducation
Née dans le comté de Dublin, en Irlande, elle a fait ses études primaires à l'école Aravon, dans le comté de Wicklow. Elle a ensuite fréquenté la Rathdown School à Glenageary, dans le comté de Dublin. Elle était préfète de classe avant d'obtenir son diplôme et de terminer ses examens de fin d'études en 2002.

## Miss Monde
En août 2003, elle participe à la finale de Miss Irlande à Dublin et, remportant le concours, se retrouve en compétition pour le titre de Miss Monde. En décembre 2003 elle participe, avec 106 autres concurrents, au concours Miss Monde à Sanya, en Chine. Rosanna remporte la couronne et est la première participante irlandaise à remporter le titre de Miss Monde depuis ses débuts en 1951. Pendant son règne, elle visite le Royaume-Uni, les États-Unis, le Canada, la Chine et le Sri Lanka.

## Mannequin et carrière cinématographique
Elle est signée chez Storm Model Management au Royaume-Uni. En février 2012, elle arrive deuxième dans un sondage pour trouver les Valentins les plus désirables d'Irlande. À partir d'octobre 2013, elle commence à présenter des créneaux horaires sur LFC TV, la chaîne de télévision dédiée au Liverpool FC.

## Filmographie
- 2004 : Harry Hill: An Audience with Harry Hill Pour la Télé - Réalisation de Peter Orton sur un scénario de Harry Hill : Elle-même en tant queMiss Monde.
- Comic Relief: Red Nose Night Live 05 (2005) Pour la Télé - Scénario de Stuart Kenworthy et Geoff Lloyd Avec entre autres Bono et David Bowie : Elle-même.
- Miss Great Britain Final 2010 (2011) Pour la Télé - Réalisation de Andreas Lambis : Elle-même en tant que juge.
- Ringsend (2017) Pour la Télé - Réalisation de Brett Halliday : Elle-même
- The Wake (2017) Pour la Télé - Réalisation de Faouzi Brahimi et Bryan Brewer sur un scénario de Bryan Brewer et Allie Rivera Quiñonez : Rôle non défini

## Vie privée
Elle est en couple avec Wesley Quirke depuis 2006. Ils se sont fiancés en 2013 et se sont mariés à l'été 2014. Ils ont passé leur lune de miel aux Seychelles. Ils ont une fille et des fils jumeaux.
Rosanna a suivi un régime végétarien pendant plus d'une décennie, mais est récemment passée à un régime végétalien pour propulser l'entraînement pour le Galway Ironman, un événement qui consiste en un demi-marathon, une épreuve de vélo de 90 kilomètres et une épreuve de natation de 1,9 kilomètre. En 2013, elle pose nue dans une campagne publicitaire PETA faisant la promotion d'un régime végétalien.
En février 2015, elle signe un contrat d'édition avec Gill Books pour son premier livre de cuisine, Eat Yourself Beautiful, qui est sorti en août 2015 et est devenu un best-seller.